# 碳化镧
碳化镧是一种无机化合物，化学式为LaC2。它是制造超导体和碳纳米管的材料。

## 制备方法
LaC2可由氧化镧（La2O3）或金属镧和碳在电弧炉里反应得到。